# Вятскополянский район
Вятскополя́нский райо́н — административно-территориальная единица (район) и муниципальное образование (муниципальный район) на крайнем юге Кировской области России.
Административный центр — город Вятские Поляны (в состав района не входит).

## География
Район граничит с Малмыжским районом на севере, с городским округом Вятские Поляны на западе, с Кукморским районом Татарстана на западе и юге, с Кизнерским районом Удмуртии на востоке. Площадь района — 908 км² (0,75 % от площади области).
Основные реки — Вятка и её притоки Пыжманка, Казанка, Ямышка, Люга, Аллаук, Бурец, Ошторма.

## История
Древнейшими жителями района являются марийцы (правобережье Вятки) и удмурты (левобережье Вятки).
До 1553 года территория Вятскополянского района входила в марийское Малмыжское княжество. С его падением территория присоединена к Русскому государству.
Вятскополянский район образован 29 июля 1929 года в составе Нолинского округа Нижегородского края, с административным центром в селе Вятские Поляны, в него вошла часть территории бывшего Малмыжского уезда Вятской губернии. С 1934 года район — в составе Кировского края, а с 1936 года — в Кировской области.
С 1 января 2006 года согласно Закону Кировской области от 07.12.2004 № 284-ЗО на территории района образованы 13 муниципальных образований: 2 городских и 11 сельских поселений.

## Население
| 1939    | 1959    | 1970    | 1979    | 1989    | 2002    | 2009    | 2010    | 2011    |
| ------- | ------- | ------- | ------- | ------- | ------- | ------- | ------- | ------- |
| 47 340  | ↗70 758 | ↘46 238 | ↘41 825 | ↘38 984 | ↘34 044 | ↘31 930 | ↘30 659 | ↘30 549 |
| 2012    | 2013    | 2014    | 2015    | 2016    | 2017    | 2018    | 2019    | 2020    |
| ↘29 907 | ↘29 457 | ↘29 191 | ↘28 669 | ↘28 300 | ↘28 003 | ↘27 576 | ↘27 012 | ↘26 672 |
| 2021    |         |         |         |         |         |         |         |         |
| ↘23 469 |         |         |         |         |         |         |         |         |

Всего насчитывается 41 населенный пункт, в том числе город Сосновка и пгт Красная Поляна.

### Национальный состав
Русские — 64,2 %, татары — 25 %, марийцы — 4 %, удмурты — 4 %, украинцы — 0,6 %, др. национальности — 2,2 %.

## Административное устройство
После реформы местного самоуправления (2006 год) в состав района входят 13 муниципальных образований:
1. Краснополянское городское поселение,
2. Сосновское городское поселение,
3. Гремячевское сельское поселение,
4. Ершовское сельское поселение,
5. Кулыжское сельское поселение,
6. Новобурецкое сельское поселение,
7. Омгинское сельское поселение,
8. Слудское сельское поселение,
9. Среднетойменское сельское поселение,
10. Среднешунское сельское поселение,
11. Старопинигерское сельское поселение,
12. Усть-Люгинское сельское поселение,
13. Чекашевское сельское поселение.

## Председатели райисполкома
С 1929 по 1991 годы в райисполкоме председательствовали:
| Ф. И. О.                                  | Время замещения должности                              |
| ----------------------------------------- | ------------------------------------------------------ |
| Филимонов Петр Тимофеевич                 | июнь — сентябрь 1929                                   |
| Иванов Михаил Маркович                    | октябрь 1929 — апрель 1930                             |
| Устюгов Михаил Иванович                   | апрель 1930 — февраль 1931                             |
| Перевозчикова Вера Андреевна              | февраль 1931 — январь 1932                             |
| Старцев Иван Степанович                   | январь 1932 — ноябрь 1933                              |
| Антипанов Михаил Николаевич               | ноябрь 1933 — ноябрь 1934                              |
| Клюшин Василий Андреевич                  | ноябрь 1934 — февраль1936                              |
| Патрушев Петр Иосифович                   | февраль 1936 — март 1937                               |
| Широков Петр Петрович — партийный деятель | март — декабрь 1937                                    |
| Россамахин Григорий Кондратьевич          | декабрь 1937 — февраль 1945                            |
| Клепиков Иван Семенович                   | февраль — ноябрь 1945                                  |
| Спирин Вячеслав Михайлович                | декабрь 1945 — май 1947                                |
| Кабанов Алексей Никанорович               | май 1947 — декабрь 1949                                |
| Корчёмкин Владимир Сергеевич              | декабрь 1949 — сентябрь 1950                           |
| Ворончихин Афанасий Максимович            | сентябрь 1950 — октябрь 1954                           |
| Молодцов Михаил Кириллович                | октябрь 1954 — октябрь 1957                            |
| Головизнин Василий Федорович              | ноябрь 1957 — август 1959                              |
| Давыденко Николай Иванович                | сентябрь 1959 — сентябрь 1960                          |
| Карачаров Юрий Григорьевич                | ноябрь 1960 — декабрь 1962, январь 1965 — февраль 1966 |
| Исаков Геннадий Алексеевич                | март 1966 — март 1987                                  |
| Казаковцев Геннадий Федорович             | март 1987 — декабрь 1991                               |